# Grabenbruch

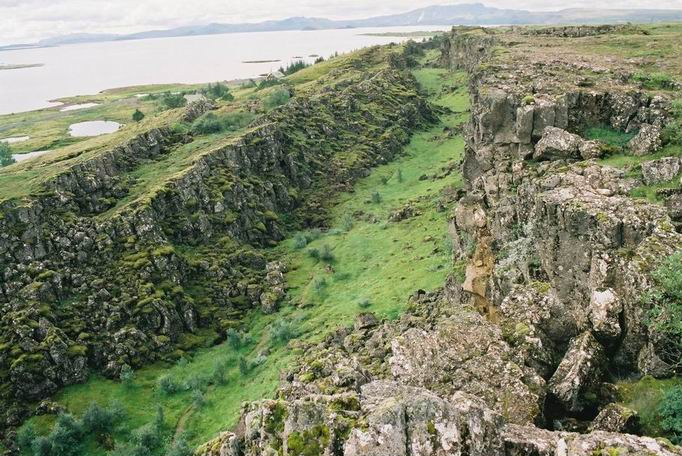
Der Nordatlantische Rücken tritt auf Island als Oberflächen-Rift zutage (Almannagjá in Þingvellir).

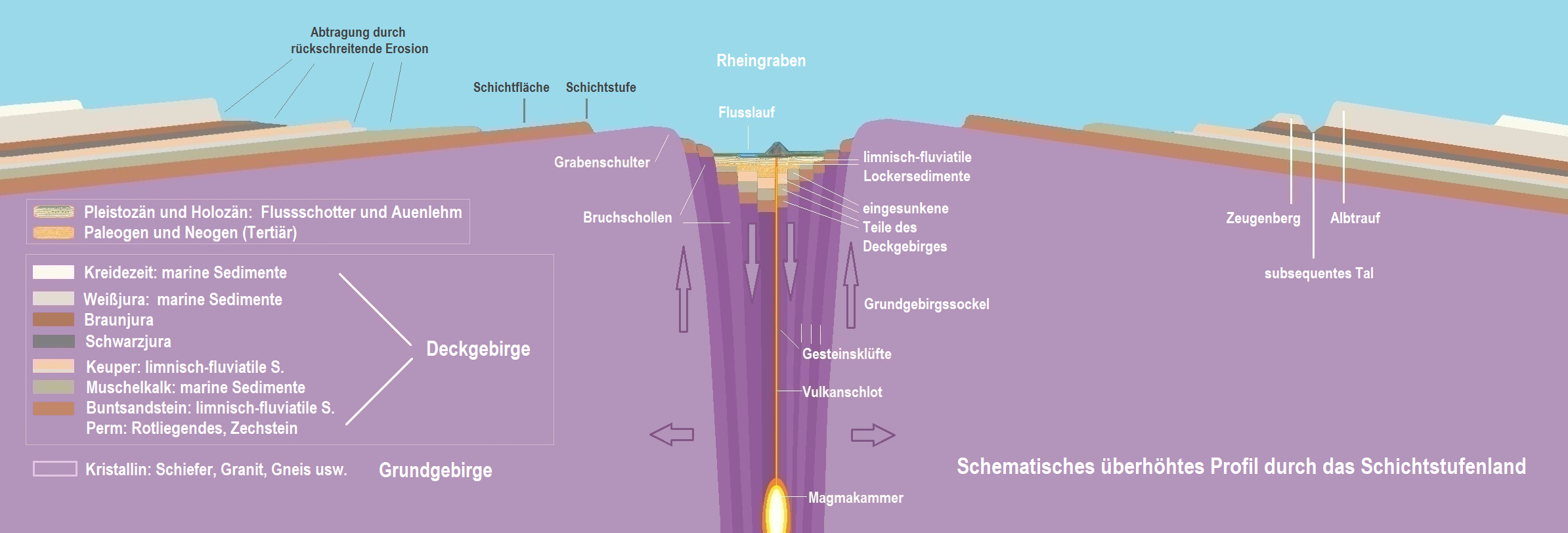
Schematisches überhöhtes Profil durch das französische und das südwestdeutsche Schichtstufenland, die vom Oberrheingraben (Mitte der Abbildung), einer kontinentalen Grabenbruchzone, getrennt werden. Lila: Grundgebirge. Naturfarben: Deckgebirge.

Unter Grabenbruch (auch Riftzone, Rift Valley von engl. Rift: Riss, Spalte) versteht man in der Geologie eine langgestreckte tektonische Dehnungszone, an der ein relativ schmaler Krustenbereich sich entlang von tief in die Kruste reichenden Verwerfungen absenkt. Die Verwerfungen können bereits vorhanden gewesen sein, können aber auch aufgrund der Zugkräfte neu entstanden sein. Aktive Grabenbrüche sind zugleich auch Sedimentbecken.

## Entstehung
Grabenbrüche entstehen, wenn die kontinentale Erdkruste durch verschiedene Ursachen gedehnt wird. Wie jedes relativ spröde Material kann die Kruste unter dieser Zugspannung brechen und nachgeben (siehe auch Graben (Geologie)).

### Kontinentales Rifting
Bei kontinentalen Riftzonen kann man, ausgehend von den dynamischen Prozessen, die zu ihrer Entstehung führen, passive Rifts und aktive Rifts unterscheiden.
Im Falle eines passiven Rifts reagiert ein Krustenbereich auf tektonische Kräfte, die meist von plattentektonischen Vorgängen in der näheren Umgebung, z. B. einer Gebirgsbildung, ausgehen. So geht eine Hypothese davon aus, dass der Oberrheingraben und weitere mit ihm in Verbindung stehende Grabenbrüche in Mittel- und Westeuropa infolge west-ost-gerichteter Dehnung quer zur nordwärts gerichteten Kompression der Europa-Afrika-Konvergenz entstanden.
Aktive Rifts entstehen über Manteldiapiren (engl.: mantle plumes) in von so genannten Hot Spots ausgedünnter Lithosphäre. Hierbei kommt es durch das Emporströmen von heißem Mantelmaterial am Hot Spot zu einer Erhitzung der Lithosphärenplatte von unten, wodurch diese thermisch großräumig angehoben, langsam aufgeschmolzen und so ausgedünnt wird, z. B. am Ostafrikanischen Graben.
Sowohl bei aktiven als auch bei passiven Rifts kommt es meist zur Ausbildung relativ enger Grabensysteme mit hohen Grabenschultern. Typisch für die Grabenstrukturen sind relativ flach liegende Erdbebenherde und oft ein ausgedehnter, bimodaler Vulkanismus, also sowohl basischer als auch felsischer Vulkanismus mit Schild- und Spaltenvulkanen. Grabenbrüche sind das einzige großtektonische Milieu, in dem es zu karbonatitischem Vulkanismus kommt, wie z. B. im Fall des Kaiserstuhls oder des Ol Doinyo Lengai. Durch die Absenkung der Kruste kann das Grabenzentrum unter den Meeresspiegel absinken und dann vom Meer überflutet werden. So finden sich z. B. im Oberrheingraben und dem dazugehörigen Mainzer Becken fossilreiche Meeresablagerungen aus dem Oligozän und dem Miozän. Liegt die Riftzone weit im Inneren des Kontinentes, wird sich dort eher ein See oder eine Seenlandschaft ausbilden.
Bei anhaltendem aktivem Rifting kann die Krustendehnung nicht mehr durch das Absinken kontinentaler Krustenschollen kompensiert werden und der Riftvulkanismus produziert entlang der Grabenachse neue, basaltische (ozeanische) Erdkruste. Ein kontinentales Rifting geht damit in einen mittelozeanischen Rücken zwischen zwei divergenten tektonischen Platten über.

### Postorogene Gräben
Lithosphäre, die durch eine Gebirgsbildung verdickt, aufgeheizt und zerrüttet wurde, neigt, sobald der tektonische kompressionale Druck weg ist, dazu, unter ihrem eigenen Gewicht nachzugeben. Dabei entstehen im Inneren des Gebirges Becken- und Grabenstrukturen, wie z. B. heute in der sogenannten Basin-and-Range-Provinz in den südlichen Rocky Mountains. Ähnliches geschah auch im Oberkarbon und im Perm, vor etwa 300 Millionen Jahren, im Variszischen Gebirge in Mitteleuropa.

## Beispiele für Riftzonen der Erde
Aktive Rifts (im Sinne von ausgelöst durch Manteldiapire)
- Der Große Afrikanische Grabenbruch (Great Rift Valley) reicht vom Libanon bis Mosambik und ist durch das Auseinanderdriften der Afrikanischen, der Arabischen Platte und der Somali-Platte bedingt.
  - Der Ostafrikanische Graben ist ein Teil des Großen Afrikanischen Grabenbruchs. Zwischen der Afrikanischen und der in Entstehung begriffenen Somali-Platte hat die Dehnungstektonik zu verstärktem Vulkanismus entlang der Grabenzone in einer Länge von 5000 km und zu einem teilweisen Einsinken der Gräben unter das Niveau des Meeresspiegels geführt. In den nächsten 10 bis 20 Millionen Jahren ist mit dem Vordringen des Roten Meeres in diesen Grabenbruch und mit einem weiteren Auseinanderdriften Ost- und Westafrikas zu rechnen.
- Der Baikal-Graben in Süd-Sibirien. Im Falle des Baikal-Grabens wird alternativ auch eine Entstehung als passives Rift durch das Ausweichen der Amur-Platte nach Osten infolge der Kollision der Indischen mit der Eurasischen Platte angenommen.
- Das Tschersky-Rift, in Nordost-Sibirien, zwischen der Eurasischen und der Nordamerikanischen Platte (auf den Kontinent verlängerter mittelozeanischer Rücken des Arktischen Ozeans).

Passive Rifts

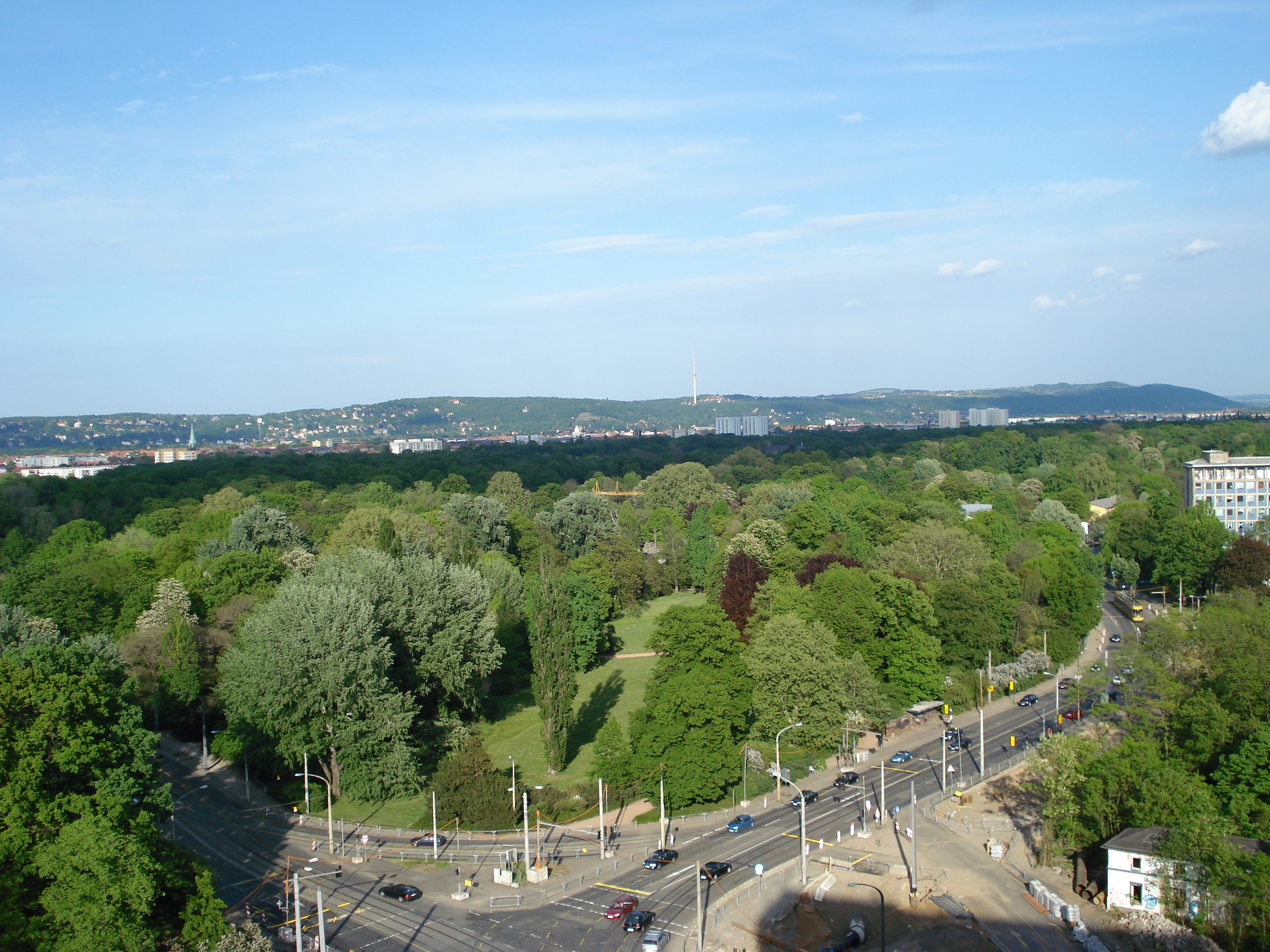
Der Elbtalkessel, Teil der Elbe-Zone, in Dresden (Blick nach Osten auf die auf den Graben überschobene Lausitzer Granitplatte)

- Der Oberrheingraben in Südwestdeutschland, begrenzt von Vogesen und Pfälzerwald im Westen sowie Schwarzwald und Odenwald im Osten.
- Die Elbe-Zone zwischen der erzgebirgischen Pultscholle im Südwesten und der Lausitzer Platte im Nordosten.
- Der Egergraben zwischen Erzgebirgscholle im Nordwesten und Böhmischer Masse (u. a. Kaiserwald) im Südosten.
- Der Oslograben im südlichen Norwegen, in dessen südlichem Teil der Oslofjord liegt. Diese Grabenstruktur ist schon seit mehreren 100 Millionen Jahren inaktiv.